# Dicranota pallens
Dicranota pallens är en tvåvingeart som beskrevs av Paul Lackschewitz 1940. Dicranota pallens ingår i släktet Dicranota och familjen hårögonharkrankar. Inga underarter finns listade i Catalogue of Life.